# Четвертий уряд Ангели Меркель
Четвертий уряд Ангели Меркель — федеральний німецький уряд федерального канцлера Ангели Меркель (партія Християнсько-демократичний союз), діяв із 14 березня 2018 до 8 грудня 2021 року.

## Кабінет міністрів
| Логотип                                                 | Міністерство | Міністр                                    | Фото           | Час на посаді  | Час на посаді  | Партія | Партія | Вебсайт                                           |
| ------------------------------------------------------- | --- | ------------------------------------------ | -------------- | -------------- | -------------- | ------ | ------ | ------------------------------------------------- |
|                                                         | Міністерство фінансів (Bundesministerium der Finanzen; BMF) і Віцеканцлер (Bundeskanzleramt)                                                           | Олаф Шольц (Olaf Scholz)                   |                | 24 жовтня 2017 | 8 грудня 2021  |        | SPD    | [Архівовано 20 січня 2008 у Wayback Machine.]     |
|                                                         | Міністерство внутрішніх справ (Bundesministerium des Innern; BMI)                                                                                      | Горст Зеегофер (Horst Seehofer)            |                | 24 жовтня 2017 | 8 грудня 2021  |        | CSU    | [Архівовано 2 березня 2009 у Wayback Machine.]    |
|                                                         | Міністерство закордонних справ (Auswärtiges Amt; AA)                                                                                                   | Гайко Маас (Heiko Maas)                    |                | 24 жовтня 2017 | 8 грудня 2021  |        | SPD    | [Архівовано 24 листопада 2002 у Wayback Machine.] |
|                                                         | Міністерство економіки та енергетики (Bundesministerium für Wirtschaft und Energie; BMWi)                                                              | Петер Альтмаєр (Peter Altmaier)            |                | 24 жовтня 2017 | 8 грудня 2021  |        | CDU    | [Архівовано 16 грудня 2016 у Wayback Machine.]    |
|                                                         | Міністерство юстиції та захисту споживачів (Bundesministerium der Justiz und für Verbraucherschutz; BMJV)                                              | Катаріна Барлі (Katarina Barley)           |                | 24 жовтня 2017 | 27 червня 2019 |        | SPD    | [Архівовано 12 вересня 2009 у Wayback Machine.]   |
| Крістіне Ламбрехт (Christine Lambrecht)                 | Міністерство юстиції та захисту споживачів (Bundesministerium der Justiz und für Verbraucherschutz; BMJV)                                              |                                            | 27 червня 2019 | 8 грудня 2021  |                | SPD    |        | [Архівовано 12 вересня 2009 у Wayback Machine.]   |
|                                                         | Міністерство охорони праці та соціального забезпечення (Bundesministerium für Arbeit und Soziales; BMAS)                                               | Губертус Гайль (Hubertus Heil)             |                | 24 жовтня 2017 | 8 грудня 2021  |        | SPD    | [Архівовано 28 червня 2007 у Wayback Machine.]    |
|                                                         | Міністерство оборони (Bundesministerium der Verteidigung; BMVg)                                                                                        | Урсула фон дер Ляєн (Ursula von der Leyen) |                | 24 жовтня 2017 | 17 липня 2019  |        | CDU    | [Архівовано 30 жовтня 2005 у Wayback Machine.]    |
| Аннеґрет Крамп-Карренбауер (Annegret Kramp-Karrenbauer) | Міністерство оборони (Bundesministerium der Verteidigung; BMVg)                                                                                        |                                            | 17 липня 2019  | 8 грудня 2021  |                | CDU    |        | [Архівовано 30 жовтня 2005 у Wayback Machine.]    |
|                                                         | Міністерство продовольства та сільського господарства Німеччини (Bundesministerium für Ernährung und Landwirtschaft; BMEL)                             | Юлія Клекнер (Julia Klöckner)              |                | 24 жовтня 2017 | 8 грудня 2021  |        | CDU    | [Архівовано 9 січня 2014 у Wayback Machine.]      |
|                                                         | Міністерство сім'ї, людей похилого віку, жінок і молоді (Bundesministerium für Familie, Senioren, Frauen und Jugend; BMFSFJ)                           | Франциска Ґіффай (Franziska Giffey)        |                | 24 жовтня 2017 | 8 грудня 2021  |        | SPD    | [Архівовано 12 вересня 2009 у Wayback Machine.]   |
|                                                         | Міністерство охорони здоров'я (Bundesministerium für Gesundheit; BMG)                                                                                  | Єнс Шпан (Jens Spahn)                      |                | 24 жовтня 2017 | 8 грудня 2021  |        | CDU    | [Архівовано 9 лютого 2011 у Wayback Machine.]     |
|                                                         | Міністерство транспорту та цифрової інфраструктури (Bundesministerium für Verkehr und digitale Infrastruktur; BMVI)                                    | Андреас Шоєр (Andreas Scheuer)             |                | 24 жовтня 2017 | 8 грудня 2021  |        | CSU    | [Архівовано 22 грудня 2013 у Wayback Machine.]    |
|                                                         | Міністерство навколишнього середовища, охорони природи та ядерної безпеки (Bundesministerium für Umwelt, Naturschutz, Bau und Reaktorsicherheit; BMUD) | Свенья Шульце (Svenja Schulze)             |                | 24 жовтня 2017 | 8 грудня 2021  |        | SPD    | [Архівовано 16 червня 2017 у Wayback Machine.]    |
|                                                         | Міністерство освіти та наукових досліджень (Bundesministerium für Bildung und Forschung; BMBF)                                                         | Аня Карлічек (Anja Karliczek)              |                | 24 жовтня 2017 | 8 грудня 2021  |        | CDU    | [Архівовано 6 вересня 2009 у Wayback Machine.]    |
|                                                         | Міністерство економічного співробітництва та розвитку (Bundesministerium für wirtschaftliche Zusammenarbeit und Entwicklung; BMZ)                      | Ґерд Мюллер (Gerd Mueller)                 |                | 24 жовтня 2017 | 8 грудня 2021  |        | CSU    | [Архівовано 12 листопада 2008 у Wayback Machine.] |
|                                                         | Міністр з особливих доручень (Bundesminister für besondere Aufgaben) і голова Канцелярії (Bundeskanzleramt)                                            | Гельґе Браун (Helge Braun)                 |                | 24 жовтня 2017 | 8 грудня 2021  |        | CDU    | [Архівовано 20 липня 2006 у Wayback Machine.]     |